# Mystify
Mystify is een nummer van de Australische rockband INXS uit 1989. Het is de vijfde en laatste single van hun zesde studioalbum Kick.
"Mystify" was niet zo succesvol als de eerdere singles van het album "Kick". Zo haalde het nummer in INXS' thuisland Australië geen hitlijsten, en haalde het in Nederland slechts de 14e positie in de Tipparade.